# Ana Karina Jardim
Ana Karina Jardim (Caracas, 11 de julio de 1986) es una periodista, animadora y locutora venezolana. A la fecha abril de 2020 es presentadora en la emisión meridiana de Noticias Globovisión.

## Educación
Es Comunicadora Social, mención audiovisual, egresada de la Universidad Santa María en el año 2008.
Es locutora egresada de la Escuela de Locución de la Universidad Central de Venezuela.

## Trayectoria
Durante su carrera, destacó por ser una de las primeras chicas Sun Channel y ha prestado su voz e imagen para diversos proyectos de la industria publicitaria.
Trabajó en “Mi TV”, canal perteneciente a la cadena de Inter, donde desarrolló producciones ligadas a la industria del séptimo arte.
Fue animadora del magazine “Y qué hay de nuevo” en el Canal i, conductora del programa de educación sexual “Sexo sin fronteras”  y “El jardín de las mascotas”, sobre la salud y el cuidado de los animales, en la misma planta televisiva. También fue animadora de “Latin Angels”, programa transmitido en países como Colombia, Estados Unidos, España, México, Argentina, Chile, India, entre otros.
Fue locutora en la emisora 92.9 FM de Caracas, donde condujo el programa “Piel adentro” enfocado en la educación sexual y el programa "Resorte", centrado en noticias de entretenimiento y espectáculos. Dicha emisora fue sacada del aire en el año 2017.
A la fecha abril de 2020 trabaja en el canal televisivo Globovisión, como conductora de la emisión meridiana de noticias y posteriormente es una de las conductoras del programa matutino de variedades La Tizana de ese mismo canal. 